# Museum of Anthropology at UBC
Museum of Anthropology at UBC är ett antropologiskt museum i Metro Vancouver i Kanada och hör till University of British Columbia. Museet är främst känt för sina samlingar av konst och hantverk från First Nations vid nordvästra Stillahavskusten. Bland de mest kända verken hör Bill Reids träskulptur The Raven and the First Men, som beskriver en scen ur haidafolkets skapelsemyt. 
Sedan 1976 är samlingarna inrymda i en modernistisk byggnad ritad av Arthur Erickson. 